# Grub (Schwabhausen)
Grub (auch Grubhof genannt) ist ein Gemeindeteil der Gemeinde Schwabhausen im Landkreis Dachau in Oberbayern.

## Lage
Die Einöde ist mit Arnbach baulich nahezu verbunden und liegt circa drei Kilometer nördlich von Schwabhausen.

## Gemeinde
Durch das zweite Gemeindeedikt von 1818 wurde Grub ein Ortsteil der damals gegründeten politischen Gemeinde Arnbach. Grub wurde mit dem Hauptort am 1. Januar 1972 im Zuge der Gebietsreform in Bayern nach Schwabhausen eingegliedert.

## Verkehr
Über die durch Arnbach verlaufende Staatsstraße 2054 ist Grub an das überörtliche Verkehrsnetz angebunden. In Arnbach besteht eine Station der Münchner S2 an der Bahnstrecke Dachau–Altomünster.